# Extremist
Extremist è il settimo album in studio del gruppo musicale metalcore statunitense Demon Hunter, pubblicato nel 2014.

## Tracce
1. Death – 2:34
2. Artificial Light – 4:29
3. What I'm Not – 4:00
4. The Last One Alive – 4:25
5. I Will Fail You – 4:44
6. One Last Song – 4:20
7. Cross to Bear – 4:29
8. Hell Don't Need Me – 4:06
9. In Time – 4:58
10. Beyond Me – 4:23
11. Gasoline – 3:56
12. The Heart of a Graveyard – 4:07

## Formazione
- Ryan Clark - voce
- Patrick Judge - chitarra, cori
- Jeremiah Scott - chitarra
- Jonathan Dunn - basso
- Timothy "Yogi" Watts - batteria